# Ліран Ліані
Ліран Ліані (івр. לירן ליאני, нар. 24 травня 1977) — футбольний арбітр з Ізраїлю. Арбітр ФІФА з 2010 року. Має 2-гу категорію УЄФА (з 2011 року).

## Матчі національних збірних
| Дата           | Збірні                 | Рахунок | Турнір               | ЖК | YK · YK · RK | RK |
| -------------- | ---------------------- | ------- | -------------------- | -- | ------------ | -- |
| 5 вересня 2016 | Сербія – Ірландія      | 2 – 2   | Кваліфікація ЧС 2018 | 6  | 0            | 0  |
| 8 жовтня 2016  | Азербайджан – Норвегія | 1 – 0   | Кваліфікація ЧС 2018 | 5  | 0            | 0  |